# 197P/LINEAR
197P/LINEAR, indicata anche come cometa LINEAR 30, è una cometa periodica appartenente alla famiglia delle comete gioviane. Fu ritenuto un asteroide al momento della scoperta ma già pochi giorni dopo ci si avvide della sua natura cometaria. Al successivo passaggio al perielio fu nuovamente riscoperto come un asteroide, quasi immediatamente un astrofilo italiano, Sergio Foglia lo collegò alla cometa.
Ha una MOID molto piccola con la Terra di circa 7,5 milioni di km.